# Słone (Kudowa-Zdrój)
Słone (deutsch Schlaney, 1937–1945 Schnellau, tschechisch Slaney, auch Slaný, Slané) ist ein Ortsteil der Stadtgemeinde Kudowa-Zdrój (Bad Kudowa) in der Woiwodschaft Niederschlesien in Polen.

## Geographie und Grenzlage

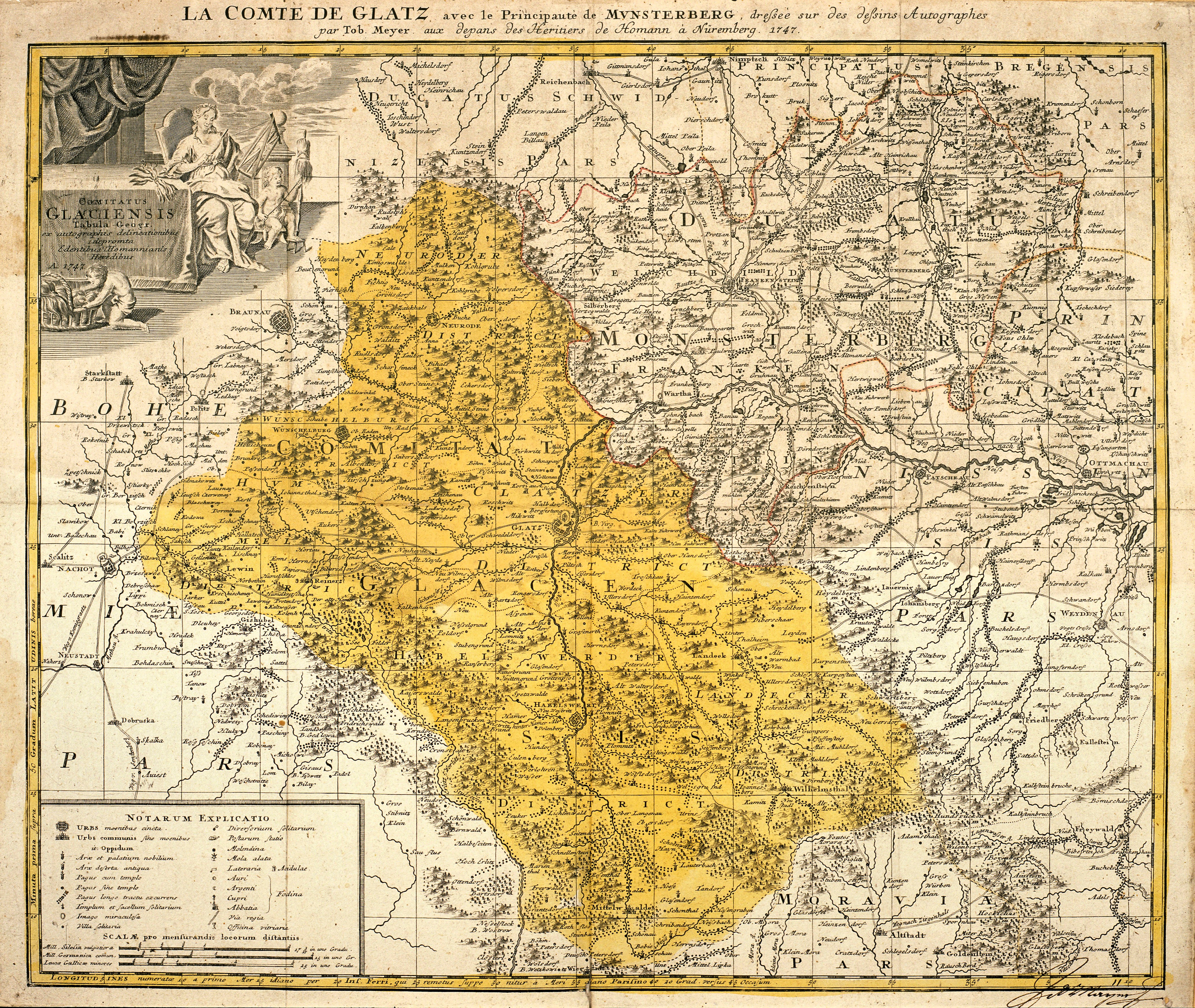
Karte der Grafschaft Glatz von 1747

Słone liegt im äußersten Westen des Glatzer Kessels, im Tal der Bystra (Schnelle), die südwestlich von Słone in die Metuje (Mettau) mündet, die hier die Grenze zu Tschechien bildet. Nachbarorte sind Czermna (Tscherbeney/Grenzeck) und Kudowa-Zdrój im Nordosten, Zakrze (Sackisch) im Osten, Jeleniów (Gellenau) im Südosten und Brzozowie (Birkhagen) im Süden. Jenseits der Grenze liegen im Nordwesten Velké Poříčí (Groß Poritsch) im Nordwesten und Malé Poříčí (Klein Poritsch) im Westen.
Im Südwesten befindet sich der Grenzübergang Kudowa-Zdrój–Náchod, der über die Mettaubrücke nach dem Nachoder Stadtteil Běloves führt. Der grenzüberschreitende Verkehr verläuft auf der Europastraße 67, deren Wegführung aus alter Zeit stammt und die im Zusammenhang mit dem Bau der Bahnverbindung Anfang des 20. Jahrhunderts ausgebaut wurde.
Die Wegverbindung von Nachod über Politz nach Braunau führte in früherer Zeit ebenfalls über Schlaney, da die jetzige Straße rechts der Mettau noch nicht existierte. Diese wurde erst geschaffen, nachdem durch die Inbesitznahme der Grafschaft Glatz durch Preußen 1763 Teile des bisherigen Weges links der Mettau nunmehr auf preußischem Gebiet lagen.
Durch seine geographische Lage unmittelbar an der alten Handels- und Heerstraße Prag–Königgrätz–Glatz–Breslau und seine frühere Zugehörigkeit zur Herrschaft Nachod bzw. ab 1601 zur Stadt Náchod gehörte Schlaney zum sogenannten Böhmischen Winkel und hatte starke wirtschaftliche und kulturelle Bindungen an Böhmen.

## Geschichte
Slaney, dessen Name sich von „slany“ (salzig) ableitet, wurde vermutlich in der zweiten Hälfte des 13. Jahrhunderts gegründet. Es gehörte zur Herrschaft Nachod im altböhmischen Königgrätzer Kreis und bildete eine Einheit mit dem südlich liegenden Brzesowie. Erster bekannter Besitzer war ein Ritter Olbranek, der seinen Wohnsitz in Schlaney hatte. Für das Jahr 1403 ist ein Junker Johann belegt, der sich Naton von Slaney (Jan, řečený Náton) nannte und dem 1410 Kuneš von Slaney folgte. Spätestens 1422 gelangte es an den Ritter Tobias/Dobeš von Doubrawitz, dessen Stammsitz Doubravice bei Neustadt war. Er erweiterte sein Gut um drei Ruten Acker und nannte sich Slanský von Doubrawitz (Slanský z Doubravic). 1447/48 war es an Taraba von Schlaney (Taraba ze Slané) verpfändet. Nachfolgender Besitzer war Johann Slanský von Doubrawitz, der 1465 als königlicher Junker (zeman královy milosti) belegt ist.
Unter Herzog Heinrich d. Ä., der nach dem Tod seines Vaters, des böhmischen Königs Georg von Podiebrad, 1472 u. a. die Herrschaften Nachod und Hummel sowie die Grafschaft Glatz erbte, wurde das Dorf Schlaney 1477 in die Herrschaft Hummel eingegliedert. Das Schlaneyer Vorwerk (poplužní dvůr) mit eineinhalb Hufen Ackerboden, zwei Wüstungen und einem Fischteich sowie das Dorf Brzesowie blieben jedoch weiterhin zur Herrschaft Nachod untertänig.
Da Herzog Heinrich d. Ä. in Glatz residierte, vereinte er die Herrschaft Hummel ebenfalls 1477 mit seiner Grafschaft Glatz. Zugleich vergab er sie als ein Lehen dem sächsischen Adligen Hildebrand von Kauffung, der die durch die Hussitenkriege teilweise entvölkerten Dörfer seiner Herrschaft vermehrt mit Deutschen besiedelte. Das Schlaneyer Lehngut blieb jedoch weiterhin mit der Herrschaft Nachod verbunden.
Am 17. Januar 1480 bestätigte Herzog Heinrich d. Ä. dem Johann Slanský die Privilegien auf dessen Schlaneyer und Brzesowier Lehen, mit dem eine Dienstbarkeit zur Burg Nachod verbunden war. Sie bestand aus der Pflicht, im Notfall Dienst zu Fuß mit der Armbrust und mit einer für einen Schützen geeigneten Rüstung zu leisten. Wie den Burgbediensteten stand dem Lehensnehmer auch das Recht der Verpflegung auf der Nachoder Burg zu. Von Johann Slanský erbte das Lehngut Tobias/Dobeš Slanský. 1497 übertrug Herzog Heinrich d. Ä. das Schlaneyer Lehngut, das damals aus einem Bauern, einem Gärtner und dem Dörfchen Brzesowie bestand, ebenfalls an die Herrschaft Hummel, wobei Hildebrand von Kauffung dem Tobias/Dobeš Slanský dessen bisherige Privilegien bestätigen musste. Dadurch wurde Tobias/Dobeš Slanský mit seinem Lehngut zur Herrschaft Hummel untertänig, so dass Schlaney ab diesem Zeitpunkt nun ganz zur Herrschaft Hummel gehörte. Es ist nicht bekannt, wo sich die Baulichkeiten des Vorwerks befanden. 1517 verkaufte Tobias/Dobeš Slanský seinen Hof in Schlaney, den er 1508 von Georg/Jiří Taraba erworben hatte, und nahm seinen Sitz auf einem anderen Hof.
1525 hob der Besitzer der Herrschaft Nachod, Johann Špetle von Pruditz (Jan Špetle z Prudic a ze Žlebů), das Schlaneyer Lehen einschließlich Brzesowie auf und wandelte es für seinen Burghauptmann Tobias/Dobeš Slanský von Doubrawitz, dem er im selben Jahr dad Rittergut im späteren Kleintscherma schenkte, in einen Freibauernhof um, der in die Landtafel eingetragen wurde. Tobias/Dobeš Slanský wurde 1541 letztmals erwähnt. Von seinen vier Söhnen erbte Johann/Jan d. J. Schlaney. Letzter Besitzer aus dem Rittergeschlecht der Slanský von Doubrawitz war wiederum ein Tobias/Dobeš, der 1596 kinderlos starb. Vermutlich weil schon vorher die Herrschaft Hummel aufgelöst worden war, fiel nun ganz Schlaney als erledigtes Lehen an die Böhmische Kammer.
1601 verkaufte die Böhmische Kammer Schlaney an die Stadt Nachod. Kaiser Rudolf II. bestätigte in seiner Eigenschaft als König von Böhmen den Kauf am 17. April 1601. Nach der Berní rula von 1653 bestand es damals aus 13 Bauern, 15 Gärtnern und zwei Wüstungen. Die Kontribution wurde jedoch an die Grafschaft Glatz abgeführt. Nach einem Brand und den Zerstörungen des Dreißigjährigen Krieges wurde die erstmals nach 1601 in den Nachoder Belegen erwähnte Feste (tvrz) 1666 durch neue Baulichkeiten ersetzt. Da die Stadt Nachod während der Herrschaft der Trčka von Lípa um 1625 für ihr Stadtgebiet das Braurecht verloren hatte, errichtete sie 1684 eine Brauerei in Schlaney, die bis 1845 im Besitz der Stadt Nachod blieb. Danach produzierte sie bis 1945 als Brauerei Carl Herden. Der zum Dominium gehörende Grundbesitz blieb ununterbrochen im Besitz der Stadt Nachod bis zur entschädigungslosen Enteignung 1945.
Zusammen mit der Grafschaft Glatz fiel Schlaney nach dem Ersten Schlesischen Krieg 1742 und endgültig nach dem Hubertusburger Frieden 1763 an Preußen. Nach der Neugliederung Preußens gehörte es seit 1815 zur Provinz Schlesien und war ab 1816 dem Landkreis Glatz eingegliedert, mit dem es bis 1945 verbunden blieb. Zum 1874 gebildeten Amtsbezirk Schlaney gehörten die Landgemeinden Schlaney, Brzesowie und Sackisch sowie der Gutsbezirk Schlaney.
Im Deutschen Krieg 1866 soll General Steinmetz vom Gasthaus Tschöpe aus, das unmittelbar neben dem preußischen Zollamt lag, eine Zeitlang die Kämpfe bei der Schlacht bei Nachod geleitet haben.

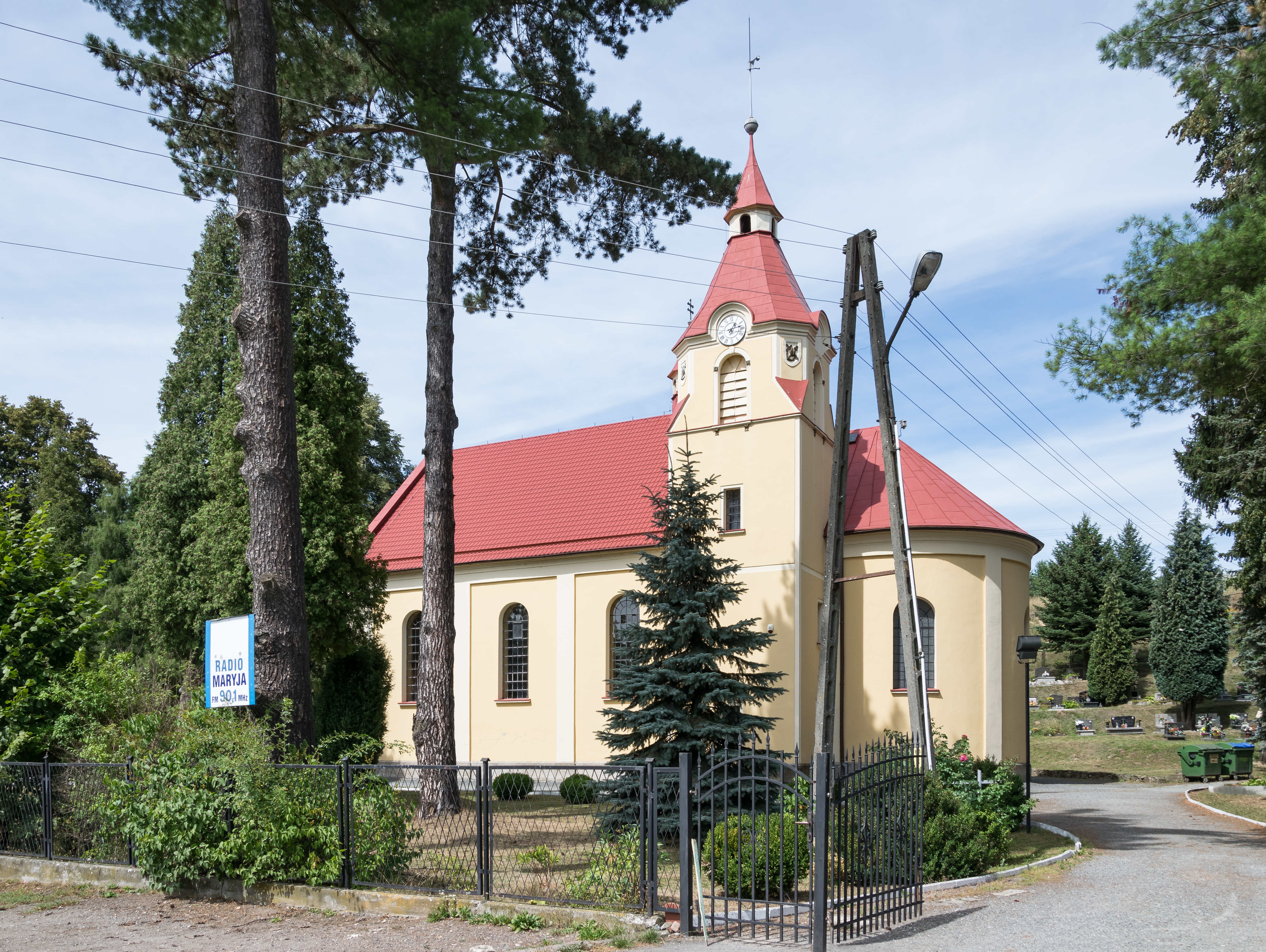
Mariä-Himmelfahrt-Kirche

Im Jahre 1906 erhielt Schlaney Bahnanschluss durch die Verlängerung der Strecke von Kudowa-Sackisch. Anschließend wurde die Bahnverlängerung Richtung Nachod bis zur Landesgrenze (Zollamt) gebaut, konnte jedoch nicht in Betrieb genommen werden, weil die von tschechischer Seite projektierte kurze Verbindung von Běloves zur preußischen Landesgrenze nicht realisiert wurde. Ab März 1945 wurden aus militärischen Gründen provisorische Gleise sowie eine Brücke über die Mettau von der damaligen Protektoratsgrenze zu der unweit entfernten Haltestelle Běloves errichtet. Mit dieser Bahnverbindung sollten Lufthansa-Zubehörteile, die durch Zwangsarbeiter im Nachoder Metallbauwerk (vormals Textilfirma Eduard Doctor) und in der ehemaligen Firma Katzau in Babi hergestellt wurden, an die Kriegsfront transportiert werden. Wegen des nahen Kriegsendes kam es dazu nicht mehr. Bis zum Kriegsende am 8. Mai 1945 verkehrten über diese Strecke vor allem Räumzüge vor der nahenden Front, um Kriegsgerät und Eisenbahnfahrzeuge nach Westen abzufahren. Nach 1945 wurden die Gleise zwischen Kudowa-Sackisch und Landesgrenze demontiert, der Bahndamm ist teilweise noch vorhanden.
Als Folge des Zweiten Weltkriegs fiel Schlaney wie fast ganz Schlesien 1945 an Polen und wurde in Słone umbenannt. Die deutsche Bevölkerung wurde, soweit sie nicht vorher über die nahe Grenze in die Tschechoslowakei geflohen war, weitgehend vertrieben. Die neu angesiedelten Bewohner waren zum Teil Heimatvertriebene aus Ostpolen, das an die Sowjetunion gefallen war. 1970 wurde Słone nach Kudowa-Zdrój eingemeindet und gehörte 1975–1998 zur Woiwodschaft Wałbrzych (Waldenburg).

## Kirchliche Zugehörigkeit

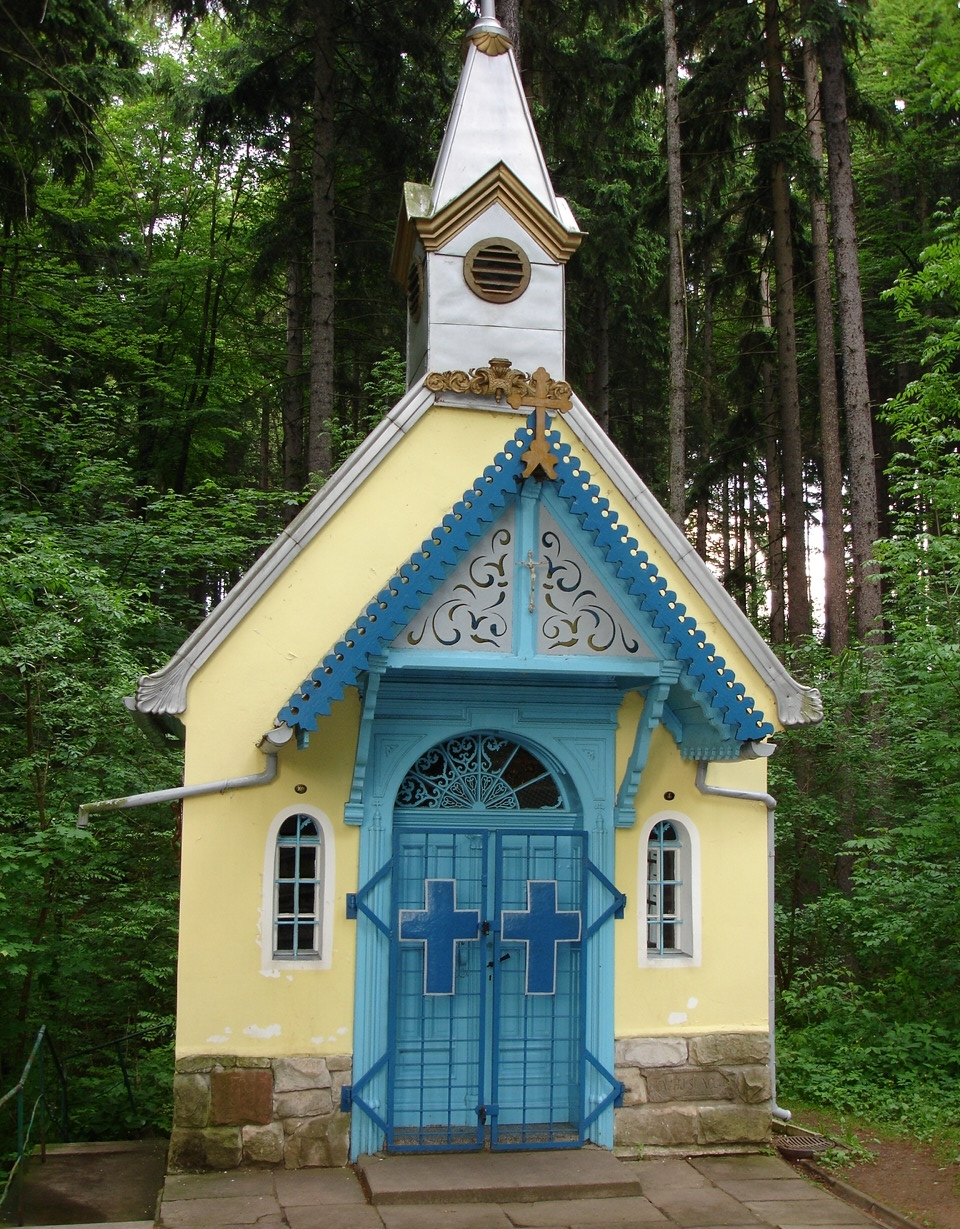
Waldkapelle

Schlaney gehörte seit alten Zeiten zur Pfarrei St. Laurentius in Nachod, das zunächst zum ostböhmischen Dekanat Dobruška und Archidiakonat Königgrätz im Erzbistum Prag eingegliedert war. Nach Errichtung des Bistums Königgrätz 1664 bildete Nachod ein eigenes Dekanat in diesem. Nachdem die Grafschaft Glatz 1763 an Preußen gefallen war, wurden auch die kirchlichen Grenzen den politischen angepasst. Schlaney wurde deshalb im Jahre 1780 dem Kirchspiel Tscherbeney und damit dem Dekanat Glatz angegliedert, dem ab 1810 der Großdechant vorstand und das bis 1972 zur Diözese Prag gehörte. 1972–2004 gehörte Słone zum Erzbistum Breslau, seit 2004 gehört es zum Bistum Świdnica (Schweidnitz).

## Sehenswürdigkeiten
- Die „Kirche Mariä Geburt“ (kościół Narodzenia NMP) wurde nach Entwurf des aus Schlaney stammenden Architekten Joseph Elsner gebaut und am 9. September 1909 eingeweiht. Die Altäre und die Kanzel wurden aus seinen Münchner Werkstätten, der „Anstalt für kirchliche Kunst“, geliefert. Die Altäre wurden aus älteren Barockfiguren und Ornamenten zusammengesetzt, die Altargemälde soll Elsner selbst gemalt haben. Die Orgel lieferte die Schweidnitzer Firma Schlag & Söhne.[16] Das 8 × 10 m große ovale Deckengemälde schuf 1934 der Habelschwerdter Kunstmaler Herbert Blaschke, die anderen Wandgemälde der Landecker Kirchenmaler Leo Richter.[17][18]
- Etwa einen Kilometer südlich liegt die Waldkapelle „Zur schmerzhaften Muttergottes“ (Leśna kapliczka Matki Boskiej Bolesnej), eine kleine Marienwallfahrtsstätte mit einer Quelle, die von den Gläubigen als wundertätig verehrt und seit etwa 1830 aufgesucht wird. Die jetzige Kapelle wurde 1887 ebenfalls nach Entwurf von Joseph Elsner gebaut. Der Altar stammt aus seinen Werkstätten und wurde von ihm gespendet; ebenso die Glocke und eine Marienstatue[19].

## Persönlichkeiten
- Jan Karel Killar (1745–1800), böhmischer Autor und Patriot
- Anton Jedek (1834–1903), Redemptorist
- Joseph Elsner (1845–1933), Architekt und Kirchenausstatter des Historismus
- Adalbert Wietek (1876–1933), deutscher Architekt
- Paul Skoda (1901–1945), deutscher Politiker (NSDAP)